# نيك دي باولو
نيك دي باولو (بالإنجليزية: Nick Di Paolo)‏ مواليد 31 يناير 1962 في دانفرز، الولايات المتحدة، هو ممثل أمريكي.

## الأعمال

### مسلسلات
- غريس أندر فاير (1994)
- آل سوبرانو (2002)
- حفل توزيع جوائز الأوسكار السابع والسبعون (2005)
- لوي (2010) (بدور: نيك)
- داخل ايمي شومر (2015)

## وصلات خارجية
- نيك دي باولو على موقع IMDb (الإنجليزية)
- نيك دي باولو على موقع ألو سيني (الفرنسية)
- نيك دي باولو على موقع ميوزك برينز (الإنجليزية)
- نيك دي باولو على موقع أول موفي (الإنجليزية)
- نيك دي باولو على موقع ديسكوغز (الإنجليزية)
- نيك دي باولو على موقع قاعدة بيانات الفيلم (الإنجليزية)
- الموقع الرسمي